# Microrregión de Itaporanga
La microrregión de Itaporanga es una de las  microrregiones del estado brasileño de la Paraíba perteneciente a la mesorregión  Sertón Paraibano. Su población fue estimada en 2006 por el IBGE en 82.841 habitantes y está dividida en once municipios. Posee un área total de 3.053,916 km².

## Municipios
- Boa Ventura
- Conceição
- Curral Velho
- Diamante
- Ibiara
- Itaporanga
- Pedra Branca
- Santa Inês
- Santana de Mangueira
- São José de Caiana
- Serra Grande

- Datos: Q971070